# 南湖镇 (庄浪县)
南湖镇，是中华人民共和国甘肃省平凉市庄浪县下辖的一个乡镇级行政单位。

## 行政区划
南湖镇下辖以下地区：
北关村、南门村、陈庄村、席河村、贾门村、寺门村、李湾村、双堡村、石峡村、石阳村、高房村、李庄村、曹湾村、汪家村、庙岔村和大庄村。